# ハリウッド化粧品
ハリウッド化粧品（ハリウッドけしょうひん）は、ハリウッド株式会社の基幹ブランド。

## 概要
メイクアップ用品、基礎化粧品、健康食品。
ハリウッド株式会社は1925年、牛山清人とその妻メイ・ウシヤマにより創立。系列グループに、化粧品ブランドのアヴァンセ。他にハリウッドビューティサロン、ハリウッドビューティ専門学校がある。